# Colle d'Arnas
Il Colle d'Arnas (3.010 m s.l.m.) è un valico delle Alpi Graie posto sul confine tra l'Italia e la Francia.

## Caratteristiche
Il colle si inserisce nella catena principale alpina tra la punta Maria a sud e l'Uia di Bessanese a nord.

## Salita al colle
Dal versante italiano il colle è raggiungibile per esempio partendo dal rifugio Bartolomeo Gastaldi. Dal rifugio si segue il sentiero che conduce al rifugio Luigi Cibrario; dopo circa un'ora di cammino sulla destra si stacca una traccia di sentiero che conduce al colle.